# Heterochaeta
Heterochaeta — рід богомолів родини Toxoderidae. Великі богомоли, поширені на Близькому Сході та в Тропічній Африці на південь від Сахари. Описано 11 видів.

## Опис
Великі богомоли з тонким тілом. Голова широка, з опуклим тіменем. Фасеткові очі кулеподібні, виступають уперед. Передньоспинка тонка, значно довша за передні тазики, задня частина бокових країв з дрібними зубцями.

Тазики передніх ніг з виїмкою біля основи, із зубцями. Передні стегна тонкі. На стегнах задніх ніг ближче до заднього кінця наявні дві лопаті. Задні гомілки сильно зубчасті. Обидві пари крил у самиць та самців розвинені, дещо коротші за кінець кінця черевця. Черевце довге з довгими сегментами. Задні крила непрозорі. Церки з виїмками, листкоподібні.

## Спосіб життя
Дорослі богомоли трапляються переважно влітку.

## Ареал та різноманіття
Переважно поширені на південь від Сахари.
Типовий вид роду — Heterochaeta tenuipes.
До роду належать 11 видів
- Heterochaeta bernardii Roy, 1973
- Heterochaeta girardi Roy, 1975
- Heterochaeta kumari Roy, 1975
- Heterochaeta lamellosa Roy, 1976
- Heterochaeta occidentalis Beier, 1963
- Heterochaeta orientalis Gerstaecker, 1883
- Heterochaeta pantherina Saussure, 1872
- Heterochaeta reticulata Roy, 1976
- Heterochaeta strachani Kirby, 1904
- Heterochaeta tenuipes Westwood, 1841
- Heterochaeta zavattarii La Greca, 1951

## Галерея

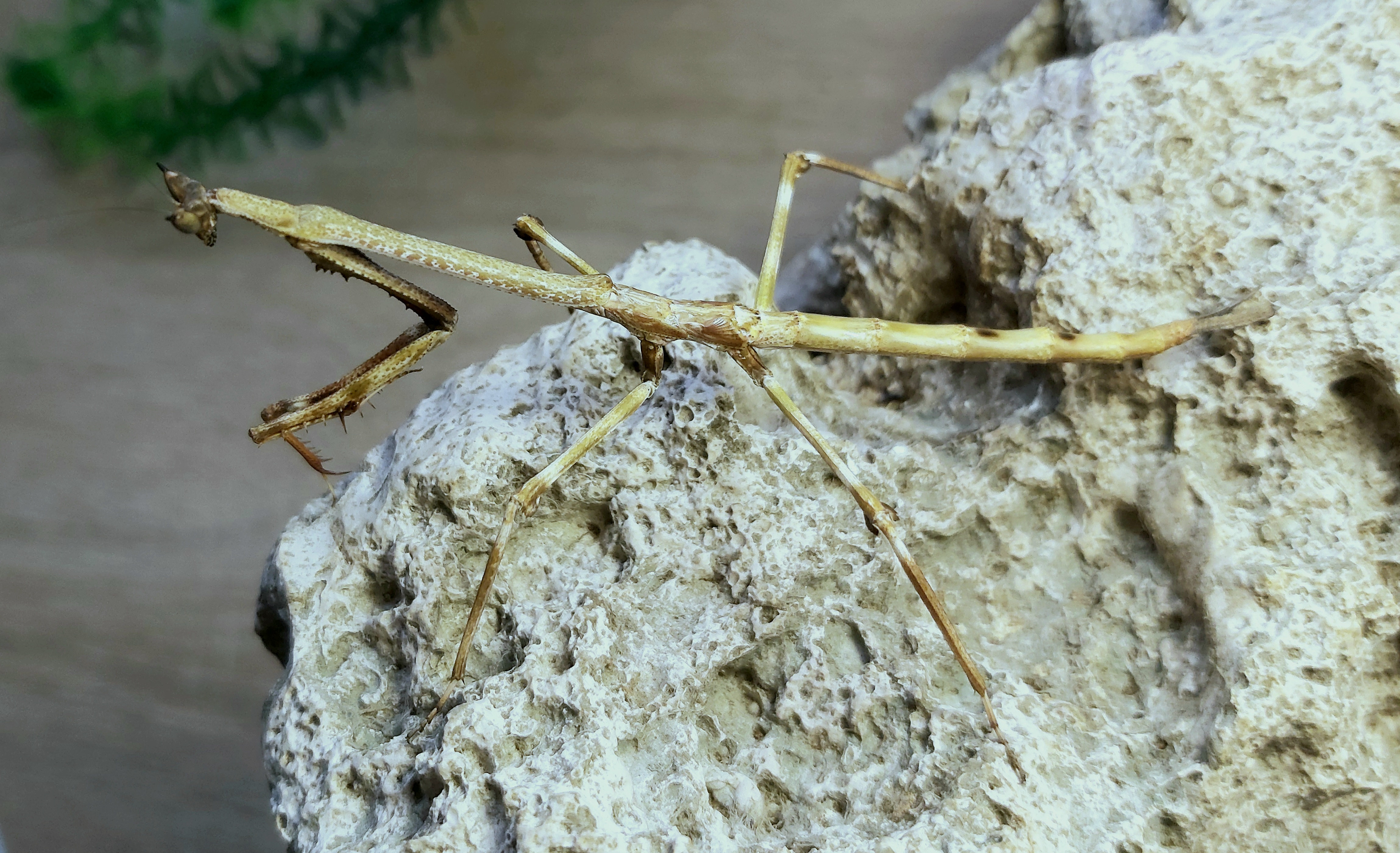
Heterochaeta orientalis
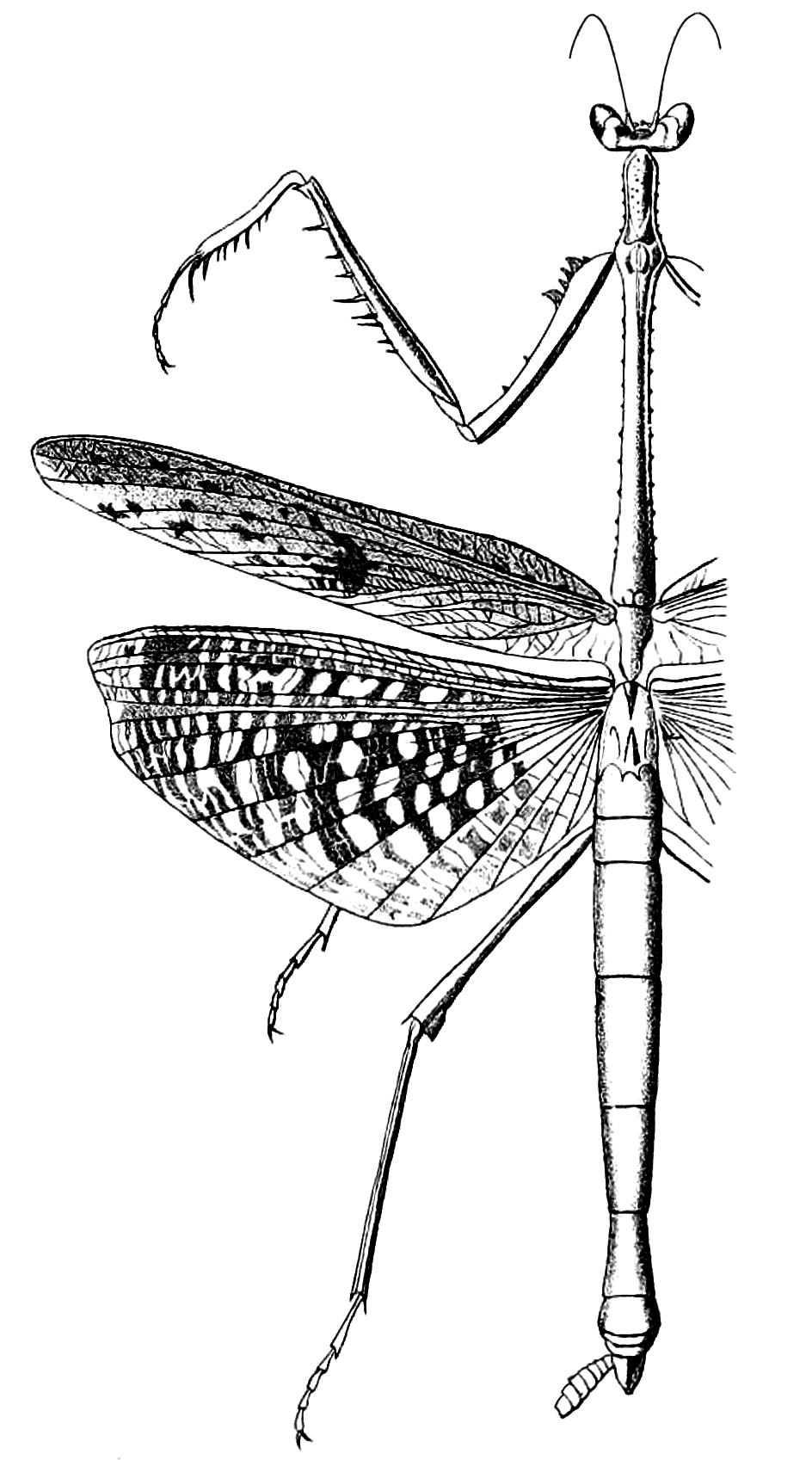
Heterochaeta pantherina